# Uta palmeri
Espèce
Statut de conservation UICN

 VU D2 : Vulnérable
Uta palmeri est une espèce de sauriens de la famille des Phrynosomatidae.

## Répartition
Cette espèce est endémique du Sonora au Mexique.

## Étymologie
Cette espèce est nommée en l'honneur de Theodore Sherman Palmer.

## Publication originale
- Stejneger, 1890 : Results of a biological survey of the San Francisco Mountain region and Desert of the Little Colorado, Arizona. Part V. Annotated list of reptiles and batrachians collected by Dr. C. Hart Merriam and Vernon Bailey on the San Francisco Mountain Plateau and Desert of the Little Colorado, Arizona, with descriptions of new Species. North American Fauna, no 3, p. 103-118 (texte intégral).